# Akpınar, Selçuklu
Akpınar là một xã thuộc quận Selçuklu, tỉnh Konya, Thổ Nhĩ Kỳ. Dân số thời điểm năm 2011 là 324 người.